# Цобельт, Росвита
Росвита Цобельт (нем. Roswietha Zobelt; род. 24 ноября 1954, Риттерсгрюн), в девичестве Райхель (нем. Reichel) — немецкая гребчиха, выступавшая за сборную ГДР по академической гребле в 1970-х годах. Двукратная олимпийская чемпионка, четырёхкратная чемпионка мира, чемпионка Европы, победительница многих регат национального и международного значения.

## Биография
Росвита Цобельт родилась 24 ноября 1954 года в поселении Риттерсгрюн, ГДР. Проходила подготовку в Потсдаме в спортивном клубе «Динамо».
Первого серьёзного успеха на взрослом международном уровне добилась в сезоне 1973 года, когда вошла в основной состав восточногерманской национальной сборной и побывала на чемпионате Европы в Москве, откуда привезла награду золотого достоинства, выигранную в зачёте парных четвёрок с рулевой.
В 1974 году в парных рулевых четвёрках одержала победу на чемпионате мира в Люцерне.
На мировом первенстве 1975 года в Ноттингеме вновь была лучшей в той же дисциплине.
Благодаря череде удачных выступлений удостоилась права защищать честь страны на летних Олимпийских играх 1976 года в Монреале — в составе команды, куда также вошли гребчихи Анке Борхман, Виола Полай, Ютта Лау и Лиане Вайгельт, заняла первое место в парных рулевых четвёрках и стала таким образом олимпийской чемпионкой.
После монреальской Олимпиады Лау осталась в составе гребной команды ГДР и продолжила принимать участие в крупнейших международных регатах. Так, в 1977 году она добавила в послужной список золотую медаль, полученную на чемпионате мира в Амстердаме в программе парных двоек.
На мировом первенстве 1978 года в Карапиро вновь стартовала в двойках, но на сей раз попасть в число призёров не смогла, расположившись в итоговом протоколе лишь на шестой позиции.
В 1979 году отметилась победой в рулевых четвёрках на чемпионате мира в Бледе.
Находясь в числе лидеров восточногерманской гребной сборной, благополучно прошла отбор на Олимпийские игры 1980 года в Москве — здесь совместно с Сибиллой Райнхардт, Юттой Плох, Юттой Лау и рулевой Лиане Бур снова одержала победу в четвёрках парных, став таким образом двукратной олимпийской чемпионкой.
За выдающиеся спортивные достижения награждалась орденом «За заслуги перед Отечеством» в бронзе (1974), серебре (1976) и золоте (1980).
Завершив спортивную карьеру, работала физиотерапевтом. Замужем за немецким гребцом Гюнтером Цобельтом.